# Hatão da Aquitânia
Hatão (em latim: Hatto) pode ter sido duque de Aquitânia e da Vascônia em 735, após a morte de seu pai Eudo da Aquitânia, juntamente com seu irmão Hunaldo I. Tinha a sua residência em Poitiers. Recusando-se a reconhecer a soberânia de Carlos Martel, deve enfrentar em presença, o que o leva a Bordéus e o captura logo depois.
Em seguida submete-se aos Carolíngios. Quando o seu irmão Hunaldo se submete, finalmente, ele arranca os olhos, antes de retirar-se para um mosteiro da ilha de Ré.
O seu filho Eudo dito d'Oisy está na origem da primeira Casa de Oisy e foi nomeado em 780 castelão de Cambrai e senhor de Oisy por aquele que seria Carlos Magno, em compensação pela perda de sua propriedade, na Aquitânia. Este Odão desposará Elissende dita de Walincourt e Crèvecœur, e o casal é o tronco de muitas famílias nobres da Região.